# Pátek (district de Nymburk)
Pátek (en allemand : Qualisch) est une commune du district de Nymburk, dans la région de Bohême-Centrale, en République tchèque. Sa population s'élevait à 736 habitants en 2020.

## Géographie
Pátek se trouve à 4 km au nord-est de Poděbrady, à 8,5 km à l'est-sud-est de Nymburk et à 53 km au nord-est de Prague.
La commune est limitée par Křečkov et Kouty au nord, par Okřínek à l'est, par Odřepsy et Choťánky au sud, et par Poděbrady à l'ouest.

## Histoire
La première mention écrite de la localité date de 1345.

## Transports
Par la route, Pátek se trouve à 4 km de Poděbrady, à 12 km de Nymburk et à 63 km de Prague.